# Lucius Frederick Hubbard
Lucius Frederick Hubbard, född 26 januari 1836 i Troy, New York, död 5 februari 1913 i Minneapolis, Minnesota, var en amerikansk republikansk politiker och militär. Han var Minnesotas guvernör 1882–1887.
Hubbard grundade tidningen Red Wing Republican och deltog i amerikanska inbördeskriget i nordstaternas armé. Han var ledamot av Minnesotas senat 1872–1876.
Hubbard efterträdde 1882 John S. Pillsbury som Minnesotas guvernör och efterträddes 1887 av Andrew Ryan McGill. År 1898 tjänstgjorde han som brigadgeneral i spansk-amerikanska kriget.
Hubbard avled 1913 77 år gammal. Hubbard County har fått sitt namn efter Lucius Frederick Hubbard.